# Granica ukraińsko-węgierska
Granica ukraińsko-węgierska – granica państwowa, pomiędzy Ukrainą oraz Węgrami o długości 103 km.

## Kształtowanie się granicy
Granica powstała w 1945 po II wojnie światowej, gdy terytorium Zakarpacia przeszło spod władzy węgierskiej pod radziecką. Granica miała identyczny przebieg jak dziś i dzieliła Węgry i USRR. Po ogłoszeniu w 1991 roku niepodległości przez Ukrainę powstała obecna granica.

## Przebieg granicy
Granica zaczyna się na styku z Rumunią na północ od Méhtelek (HUN) i biegnie na północny zachód. Pomiędzy węgierskim miejscowościami Tiszabecs i Szatmárcseke granica biegnie wzdłuż rzeki Cisy, następnie rzeka skręca na stronę węgierską. W okolicach miasteczka Lónya granica ponownie zaczyna biec wzdłuż Cisy, aż do styku z granicą Słowacji w Záhony.

## Przejścia graniczne
- Czop/Záhony (drogowe, kolejowe)
- Łużanka/Beregsurány (drogowe)
- Wyłok/Tiszabecs (drogowe)